# Franz Oesch
Franz Oesch (* 14. November 1938 in Zürich, heimatberechtigt in Balgach) ist ein Schweizer Toxikologe und Pharmakologe.
Franz Oesch wuchs als Sohn von Josef Oesch in Zürich auf. Er besuchte das Kollegium Nuolen und schloss dort 1957 dieses Gymnasium mit der Matura Typ A ab. Es folgten zwei Jahre Philosophiestudium am Missionsseminar Werthenstein. Ab 1961 studierte er Biologie und Chemie an der Universität Freiburg (Schweiz), wo er 1969 bei H. Meier mit der Arbeit Die niedermolekularen Kohlenhydrate und Polyole im Cambialsaft der Buche und einiger anderer Laubbäume promoviert wurde und danach dort Assistent am Institut für Phytobiochemie und Pflanzenphysiologie war. Es folgten drei Jahre an den National Institutes of Health. Die Rückkehr in die Schweiz erfolgte 1972. Die folgenden drei Jahre arbeitete er am Biozentrum der Universität Basel. 1975 wurde er Professor für Toxikologie und Pharmakologie an der Johannes-Gutenberg-Universität Mainz, wo er Leiter der Abteilung Molekularpharmakologie am Pharmakologischen Institut war.
Oesch forschte über die Isolierung und Charakterisierung der Enzyme, die bei der Aktivierung von verschiedenen Karzinogenen im Stoffwechsel eine Rolle spielen.
1982 erhielt er den Robert-Koch-Preis, 1977 Cloëtta-Preis und 1990 den Deutschen Krebspreis. 1992 wurde er als ordentliches Mitglied in die Academia Europaea aufgenommen. Seit 1999 ist er Mitglied der Leopoldina.